# Facing Canyons
Facing Canyons è il terzo album del cantautore svizzero Bastian Baker, pubblicato il 6 novembre 2015.

## Tracce
1. White Room – 3:59
2. Tattoo on My Brain – 3:54
3. Everything We Do – 3:54
4. I Want You – 3:28
5. Planned It All – 3:34
6. We Are the Ones (#FF) – 3:08
7. Ain't No Love – 4:11
8. Charlie From Sidney – 3:23
9. Rainbow – 4:02
10. Tell the Night – 3:53
11. Two Thousand Years – 3:56